# Xavi Albert
Xavier Albert Peralta (Valencia, 17 de julio de 1987), más conocido como Xavi Albert es un entrenador español de baloncesto que actualmente dirige al Valencia Basket de la Liga Endesa.

## Trayectoria
Albert ejerció como coordinador de cantera del Ros Casares Valencia, donde trabajó desde 2010 a 2012.
En septiembre de 2012, se incorpora como técnico en las categorías inferiores del Valencia Basket, haciéndose cargo de su equipo cadete. 
En la temporada 2018-19, se hace cargo del equipo júnior del Valencia Basket, al que dirige durante tres temporadas.
En agosto de 2021, se convierte en entrenador del Valencia Basket "B" de la Liga LEB Plata.
El 30 de junio de 2022, firma como ayudante del cuerpo técnico de Chauncey Billups en los Portland Trail Blazers para la disputa de la NBA Summer League, con el que lograría el título.
En la temporada 2022-23, firma como entrenador del CB L'Horta Godella de la Liga LEB Plata, club vinculado a Valencia Basket, al que clasifica para el Playoff, cayendo en este caso ante CB Clavijo. 
En la temporada 2023-24, tras proclamarse campeón de Europa sub-16 como seleccionador español de la categoría, llega como entrenador asistente de Álex Mumbrú al Valencia Basket de la Liga Endesa.
El 5 de abril de 2024, tras la destitución de Álex Mumbrú al frente del primer equipo, se hace cargo del Valencia Basket de la Liga Endesa hasta el final de la temporada.

## Clubs
- 2010-2012.  Ros Casares Valencia. Coordinador de cantera.
- 2012-2020. Valencia Basket Categorías inferiores. Primer entrenador.
- 2021-2022. Valencia Basket "B". Liga LEB Plata. Primer entrenador.
- 2022. Portland Trail Blazers. NBA Summer League. Asistente.
- 2022-2023. CB L'Horta Godella. Liga LEB Plata. Primer entrenador.
- 2023-2024. Valencia Basket. Liga Endesa. Asistente.
- 2024-actualidad. Valencia Basket. Liga Endesa. Primer entrenador.